# 施图拜谷地新施蒂夫特
施图拜谷地新施蒂夫特是奥地利蒂罗尔州因斯布鲁克兰县的一个市镇。总面积248.99平方公里，总人口4510人，人口密度18.1人/平方公里（2011年）。